# Eleutherococcus xizangensis
Eleutherococcus xizangensis är en araliaväxtart som först beskrevs av Y.R.Li, och fick sitt nu gällande namn av Hiroyoshi Ohashi. Eleutherococcus xizangensis ingår i släktet Eleutherococcus och familjen Araliaceae. Inga underarter finns listade.